# Genica Athanasiou
Genica Athanasiou (n. 3 ianuarie 1897, București – d. 13 iulie 1966, Lagny-sur-Marne) a fost o actriță de film româno-franceză. În anii '20 se afirmă în viața teatrală și cinematografică franceză. Muză și parteneră a lui Anonin Artaud. Apare în filme de Germaine Dulac, Jean Gremillon, G.W. Pabst.

## Biografie
A studiat în Franța, unde s-a stabilit din 1919 afirmându-se în teatrul și filmul parizian cu ajutorul profesorului Charles Dullin. Spre finalul vieții s-a retras la Pont-aux-Dames.

## Filmografie
- 1925 : Le Comte Kostia de Jacques Robert
- 1928 : La Coquille et le Clergyman de Germaine Dulac – rol: soția generalului
- 1928 : Maldone de Jean Grémillon – rol: Zita
- 1929 : Gardiens de phare de Jean Grémillon – rol: Marie
- 1929 : La Merveilleuse Vie de Jeanne d'Arc de Marco de Gastyne
- 1932 : La Machine à sous (court métrage) de Emil-Edwin Reinert – rol: Mielle
- 1933 : Colomba de Jacques Séverac – rol: Colomba
- 1933 : Don Quichotte de Georg Wilhelm Pabst – rol: Servitoarea
- 1954 : Le Comte de Monte-Cristo de Robert Vernay – rol: Fatima
- 1962 : Les Célibataires (film TV) de Jean Prat – rol: Léa Meyer

## Roluri în teatru
- 1922 : L'Occasion de Prosper Mérimée, regia Charles Dullin, Teatrul Atelier
- 1922 : La vie est un songe de Pedro Calderón de la Barca, regia Charles Dullin, Teatrul Atelier
- 1922 : Antigone de Jean Cocteau d'après Sophocle, regia Charles Dullin, Teatrul Atelier
- 1925 : Au pied du mur de Aragon, regia Antonin Artaud, Teatrul du Vieux-Colombier
- 1926 : La Comédie du bonheur de Nicolas Evreinoff, regia Charles Dullin, Teatrul Atelier
- 1927 : Les Mystères de l'amour de Roger Vitrac, regia Antonin Artaud
- 1928 : Bilora de Ruzzante, regia Charles Dullin, Teatrul Atelier
- 1928 : Volpone de Jules Romains, regia Charles Dullin, Teatrul Atelier
- 1928 : Partage de midi de Paul Claudel (le troisième acte seul), regia Antonin Artaud, Teatrul Alfred Jarry
- 1930 : Patchouli de Armand Salacrou, regia Charles Dullin, Teatrul Atelier
- 1930 : Le Stratagème des roués după George Farquhar, regia Charles Dullin, Teatrul Atelier
- 1931 : La Quadrature du cercle de Valentin Petrovitci Kataev, regia François Vibert, Teatrul Atelier
- 1932 : La Louise de Jean-Jacques Bernard, regia Georges Pitoëff, Teatrul Avenue
- 1935 : Autour d'une mère după Tandis que j'agonise de William Faulkner, adaptare și regie Jean-Louis Barrault, Teatrul Atelier
- 1935 : Le Médecin de son honneur de Calderon, regia Charles Dullin
- 1937 : Jules César de William Shakespeare, regia Charles Dullin, Teatrul Atelier
- 1938 : Plutus, l'or... după Aristofan, regia Charles Dullin, Teatrul Atelier
- 1950 : La Grande et la Petite Manœuvre de Arthur Adamov, regia Roger Blin, Teatrul Noctambules
- 1950 : Poof de Armand Salacrou, regia Yves Robert, Teatrul Édouard VII
- 1954 : Yerma de Federico García Lorca, regia Guy Suarès, Teatrul de la Huchette
- 1956 : Hedda Gabler de Henrik Ibsen, regia Guy Suarès, Teatrul Franklin